# Federació per a la Defensa de la Llengua i de la Cultura Catalanes
La Federació per la Llengua i la Cultura Catalanes a la Catalunya del Nord és una federació creada el 1980 a Perpinyà que reuneix un centenar d'entitats compromeses en la promoció de la llengua i de la cultura catalanes. Té la seu al carrer Sant Mateu de Perpinyà i han estat presidents Josep Vidalou, Lluís Lliboutry, Miquel Mayol i Raynal, Narcís Duran, Joan Peytaví, Alà Baylac-Ferrer, Pere Manzanares i actualment Joan Jaume Prost. És una de les organitzacions que dona suport al Correllengua.